# Championnats d'Asie de boxe amateur 2007
Navigation
Édition précédente Édition suivante
La 24e édition des championnats d'Asie de boxe amateur s'est déroulée à Oulan-Bator, Mongolie, du 4 au 10 juin 2007. 

## Résultats

### Podiums
| Catégories                  | Or                     | Argent                    | Bronze                                     |
| Poids mi-mouches (-48 kg)   | Pürevdorjiin Serdamba  | Zou Shiming               | Amandeep Singh Olimjon Nazarov             |
| Poids mouches (-51 kg)      | Mirat Sarsenbayev      | Yang Bo                   | Anvar Yunusov Jitender Kumar               |
| Poids coqs (-54 kg)         | Enkhbatyn Badar-Uugan  | Orzubek Shayimov          | Akhil Kumar Kanat Abutalipov               |
| Poids plumes (-57 kg)       | Enkhzorig Zorigtbaatar | Yeldos Saidalin           | Li Yang Golara Faroutan                    |
| Poids légers (-60 kg)       | Kim Song-guk           | Bekzod Khidirov           | Kim Young-won Houman Karani                |
| Poids super-légers (-64 kg) | Serik Sapiyev          | Tuvshinbat Byamba         | Sayed Norouzi Manoj Kumar                  |
| Poids welters (-69 kg)      | Bakhyt Sarsekbayev     | Mongontsooj Nandin-Erdene | Dilbag Singh Hanati Silamu                 |
| Poids moyens (-75 kg)       | Elshod Rasulov         | Vijender Singh            | Suriya Prasathinphimai Mohammad Sattarpoor |
| Poids mi-lourds (-81 kg)    | Abbos Atoev            | Zhang Xiaoping            | Song Hak-sung Ri Jong-bom                  |
| Poids lourds (-91 kg)       | Ali Mazaheri           | Ghosoun Sumar             | Khamzat Geliskhanov Jasur Matchanov        |
| Poids super-lourds (+91 kg) | Rustam Saidov          | Zhang Zhilei              | Ahmed Wattar Ajay Kumar                    |

### Tableau des médailles
| Place | Pays              | Médaille d'or, Asie | Médaille d'argent, Asie | Médaille de bronze, Asie | Total |
| ----- | ----------------- | ------------------- | ----------------------- | ------------------------ | ----- |
| 1     | Ouzbékistan       | 3                   | 2                       | 2                        | 7     |
| 2     | Mongolie          | 3                   | 2                       | 0                        | 5     |
| 3     | Kazakhstan        | 3                   | 1                       | 2                        | 6     |
| 4     | Iran              | 1                   | 0                       | 4                        | 5     |
| 5     | Corée du Nord     | 1                   | 0                       | 1                        | 2     |
| 6     | Chine             | 0                   | 4                       | 2                        | 6     |
| 7     | Inde              | 0                   | 1                       | 6                        | 7     |
| 8     | Syrie             | 0                   | 1                       | 1                        | 2     |
| 9     | Corée du Sud      | 0                   | 0                       | 2                        | 2     |
| 10    | Tadjikistan       | 0                   | 0                       | 1                        | 1     |
| 10    | Thaïlande         | 0                   | 0                       | 1                        | 1     |
| Total | 11 pays médaillés | 11                  | 11                      | 22                       | 44    |